# Joseph F. Smith

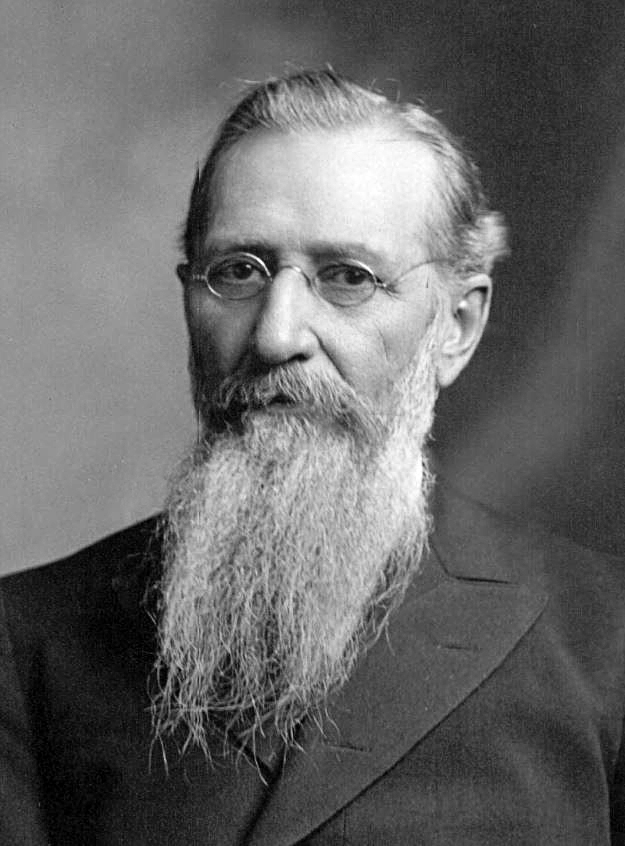
Joseph F. Smith

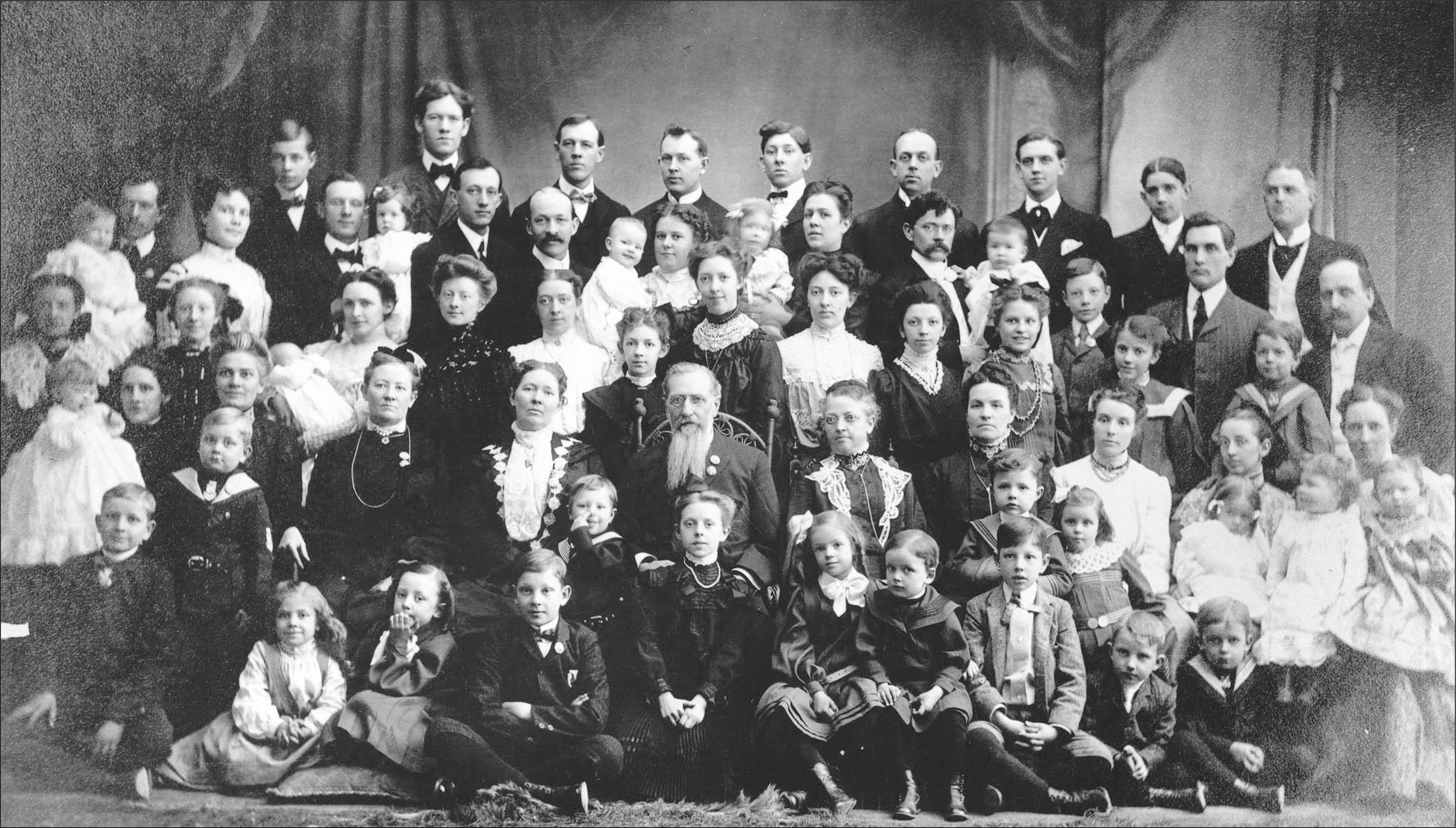
Joseph F. Smith inmitten seiner Frauen und Kinder

Joseph Fielding Smith (* 13. November 1838 in Missouri; † 19. November 1918 in Salt Lake City, Utah) war von 1901 bis 1918 der sechste Prophet der Kirche Jesu Christi der Heiligen der Letzten Tage („Mormonen“). Er wird zur Unterscheidung von seinem gleichnamigen Sohn auch Joseph F. Smith senior genannt.
Smith war der erste Prophet, der schon in die Kirche hineingeboren worden war. Er war der Neffe des ersten Propheten und Gründers dieser Kirche, Joseph Smith. Joseph F. Smith’ Vater, Hyrum Smith, war ein älterer Bruder des Gründers. Hyrum war 1844 zusammen mit Joseph von einem wütenden Lynchmob ermordet worden. Nach dem Tod seiner Mutter im Jahre 1852 widmete Joseph F. Smith sein Leben der Kirche. Sein Hauptziel als Prophet war es, den durch die Polygamie lädierten Ruf der Kirche in der Öffentlichkeit wieder in Ordnung zu bringen und die heimliche Weiterausübung der Polygamie zu unterbinden, worauf sich viele Fundamentalisten abspalteten oder exkommuniziert wurden. Zudem bemühte er sich, Vorwürfe gegen die Kirche wegen ihrer Gründungsgeschichte zu entkräften. Er baute in New York, Missouri und Illinois mehrere Stätten, an denen die Menschen sich über die Kirche informieren konnten. Er weitete die Missionstätigkeit der Kirche aus und verbesserte das Schulungssystem innerhalb der Gemeinschaft. Er verkündete außerdem das Zweite Manifest.